# Benhorn
Koordinaten: 52° 47′ 43″ N, 9° 44′ 6″ O

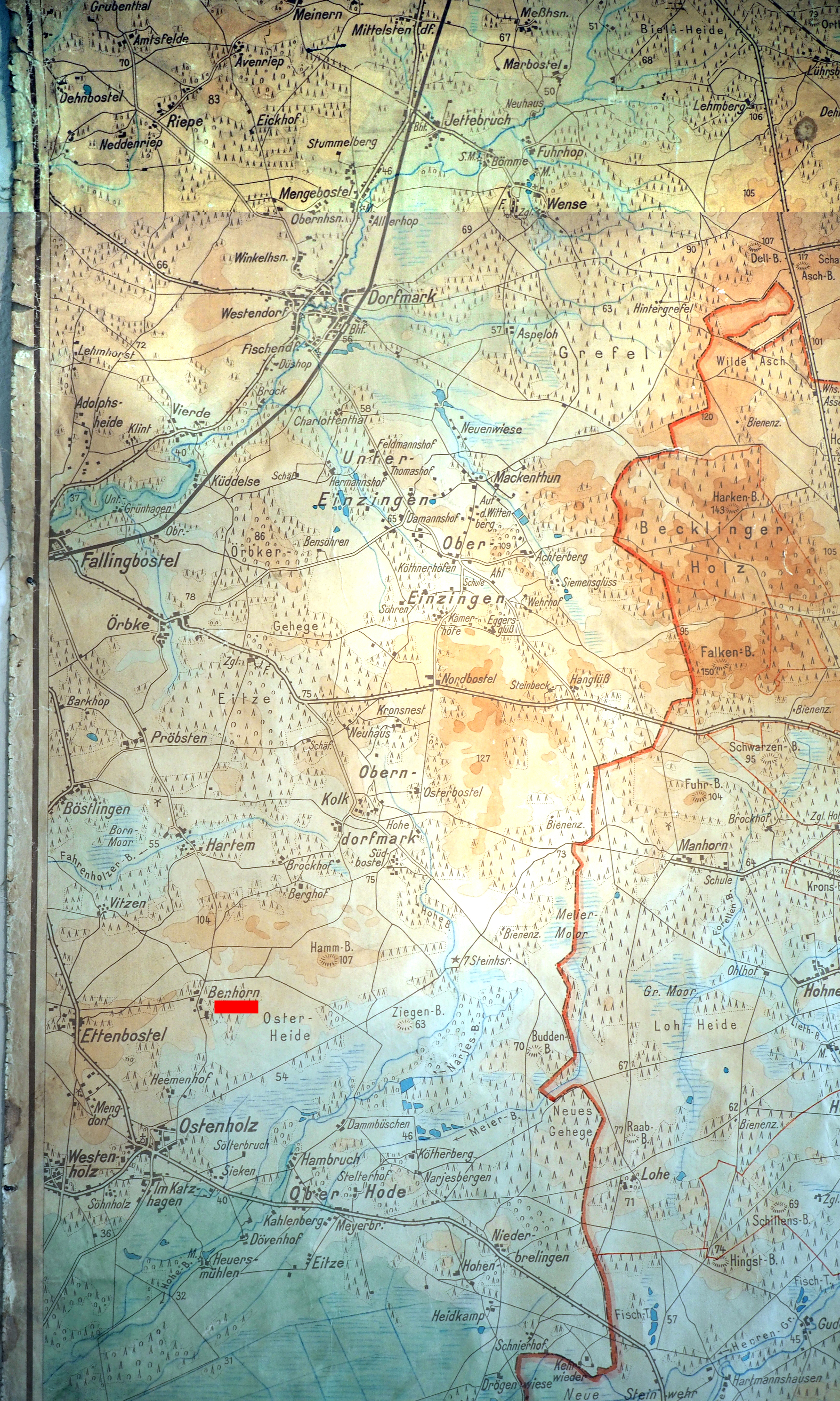
Historische Karte der Ostheidmark

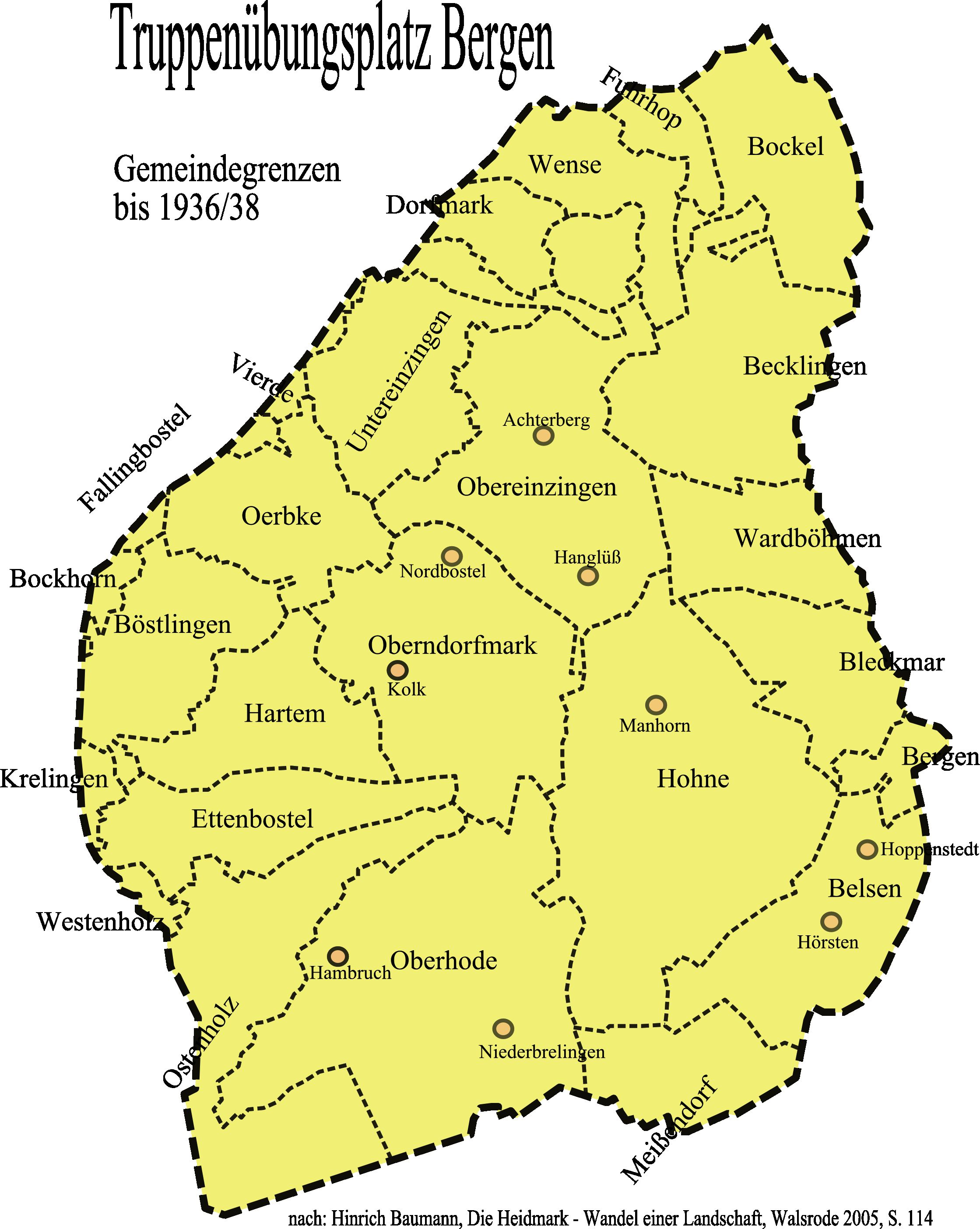
Die ehemalige Gemeinde Ettenbostel im Westen des Truppenübungsplatzes Bergen

Benhorn war ein Dorf im Altkreis Fallingbostel, gelegen in der Heidmark in Niedersachsen. Es gehörte zu der Gemeinde Ettenbostel. Heute ist Ettenbostel ein Wohnplatz der Gemarkung Hartem im gemeindefreien Gebietes Osterheide, im Landkreis Heidekreis, (Niedersachsen).

## Geschichte
1330 erfolgte die erste urkundliche Erwähnung von Benhorn, in einer Urkunde des Historikers Sudendorf.
Der Ort ist benannt nach der Siedlung der Sippe des Benno (langobardischer Personenname). In dieser Urkunde ist auch bereits das Gut in Benhorn genannt.
Die Bauern lebten vor allem von der Heidschnuckenhaltung und von der Bienenzucht.
Der Heimatforscher Hans Stuhlmacher bezeichnet den Mühlengrund, ein Trockental östlich von Benhorn in Richtung Sieben Steinhäuser, als "schönste Urheidelandschaft des Altkreises Fallingbostel.
Im Zuge der Errichtung des Truppenübungsplatzes Bergen erfolgte vom Sommer 1935 bis Mai 1936 die Umsiedlung der Bevölkerung und Räumung des gesamten Gebietes. Die Hofbesitzer wurden entschädigt, die Gebäude wurden zum größten Teil abgerissen (siehe Heidmark#Zerstörung der Ostheidmark in der Zeit des Nationalsozialismus).

### Einwohnerentwicklung
Ettenbostel und Benhorn hatten folgende Einwohnerentwicklung:

1770 – 121 Einwohner

1821 – 158 Einwohner

1933 – 173 Einwohner